# Ариэль, Борис Михайлович
Бори́с Миха́йлович (Моисе́евич) Ариэ́ль (род. 1937) — советский и российский патоморфолог, доктор медицинских наук, профессор, заслуженный врач РСФСР.

## Биография
Родился в Ленинграде 11 ноября 1937 года в семье врачей. Холост. Детей нет.  
В 1955 году окончил среднюю школу (бывшую 3-ю гимназию) и в 1961 году — 1-й Ленинградский медицинский институт имени академика И.П.Павлова, в 1964 году — аспирантуру при ЦНИИ рентгенорадиологии; в 1965 году — защита кандидатской диссертации под руководством проф.Л.В.Фунштейна на тему "О поражении миокарда под влиянием рентгеновых лучей в условиях функционального отягощения сердечно-сосудистой системы"
В выборе профессии он пошёл по стопам своих родителей. Отец, Моисей Борухович, доктор медицинских наук, преподавал на кафедре патологической анатомии. В годы войны он работал в блокадном Ленинграде, часто выезжал на передовую, а после создания Волховского фронта стал главным патологоанатомом, где бок о бок работал с такими выдающимися врачами, как хирург А. А. Вишневский, терапевт Н. С. Молчанов. Итоги этого периода работы были представлены в капитальном труде советских военных врачей «Опыт советской медицины в Великой Отечественной войне».
Мать Бориса Михайловича, доктор медицинских наук Людмила Сергеевна Бибинова, до 1964 года также преподавала в вузе. Таким образом, Б. М. Ариэль стал продолжателем дела своих родителей.
Уже будучи студентом второго курса, он стал заниматься научной работой. Первый его серьёзный исследовательский труд вышел, когда он был студентом четвёртого курса. Подготовка к защите докторской диссертации вынудила молодого учёного прослушать полный курс математики в Ленинградском университете. В 1980 году — защита докторской на тему "Инфекционный процесс как системная проблема". В 43 года Б. М. Ариэль стал доктором медицинских наук.
Научные интересы: Патологическая анатомия хронических воспалительных заболеваний легких.
В дальнейшем он работал ассистентом кафедры патологической анатомии Ленинградского педиатрического медицинского института, которой заведовал профессор А. В. Цинзерлинг. В 1981 году Б. М. Ариэль был приглашён на работу в Ленинградский НИИ фтизиопульмонологии, где он прошёл путь от старшего научного сотрудника до руководителя отдела лабораторной диагностики туберкулёза
В 2011—2012 годах и с 2013 года Б. М. Ариэль работает в С.-Петербургском государственном бюджетном учреждении здравоохранения «Городское патологоанатомическое бюро» в качестве члена консультативно-экспертного совета, оставаясь в СПбНИИФ в должности научного консультанта.
Член правления Санкт-Петербургской ассоциации патологоанатомов, член диссертационных советов по защите диссертаций. Автор более 350 научных работ.
Девиз: Segui il tuo corso e lascia dir le genti.
Интересы, хобби: Коллекционирование "Фауста" Гете на русском и немецком языках.

## Почётные звания
- заслуженный врач Российской Федерации (17.11.1997) — за заслуги в области здравоохранения и многолетнюю добросовестную работу[1]